# Koagulas
Koagulas är ett enzym som bryter ner fibrinogen till fibrin och det leder till att proteiner koagulerar, varvid en fibrinkappa bildas runt bakterierna och bildar ett skydd mot fagocytos. Koagulas är ett enzym karaktäristiskt för de flesta stafylokocker, bland annat S. aureus och S. pseudintermedius. S. hyicus är koagulasvariabel.